# 岡百合子
1931年、東京に生まれる。
朝鮮史研究会、歴史教育者協議会に所属した。
1954年、お茶の水女子大学史学科卒業。公立中学・都立高校の社会科教諭として1986年まで勤務。
1955年、高史明と結婚。1975年、息子・岡真史が自死。
2022年9月23日、大磯の自宅にて老衰で死去。
著書に『ぼくは12歳』（共編・筑摩書房）、『大空に舞った少年よ』（編著・筑摩書房）、『白い道をゆく旅―私の戦後史』（人文書院）、『朝鮮・韓国』（岩崎書店）、『中・高校生のための朝鮮・韓国の歴史』（平凡社）がある。